# Samuels Sogn
Samuels Sogn var et sogn i Nørrebro Provsti (Københavns Stift). I dag er sognet en del af Kingo-Samuel Sogn. Sognet ligger i Københavns Kommune; indtil Kommunalreformen i 1970 lå det i Sokkelund Herred (Københavns Amt). I Samuels Sogn ligger Samuels Kirke.